# Église indépendante des Philippines

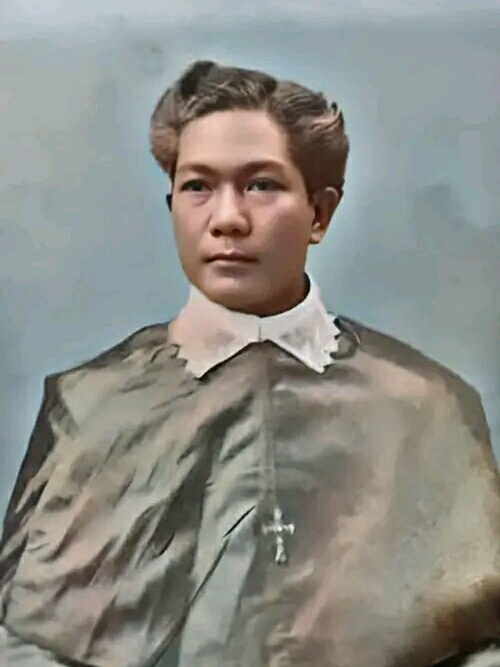
Évêque suprême Gregorio Aglipay

L'Église philippine indépendante (Iglesia Filipina Independiente, Philippine Independent Church,  Aglipay-Church ou Aglipayan église) est une Église autochtone catholique des Philippines en communion avec l'Union d'Utrecht des Églises catholiques.
Elle a été fondée en 1902 par Isabelo de los Reyes (1864-1938) et Gregorio Aglipay y Labayán (1860-1940), prêtre catholique et guérillero excommunié en 1899, comme une sorte d'Église nationale catholique des Philippines. L'Église est née avec l’objectif d'indépendance des Philippines, colonie espagnole, principalement catholiques, et aussi à cause des inconvénients ecclésiastiques[pas clair] de l'Église officielle catholique au service du colonisateur.
L'Iglesia Filipina Independiente rejette l’autorité du pape. Certains de ses courants ont aussi rejeté l'enseignement de la Sainte Trinité, mais en 1947 l'Église s'est déclarée officiellement en sa faveur. L'Église indépendante des Philippines revendique aujourd'hui 2 millions de croyants aux Philippines, plus quelques paroisses aux États-Unis et au Canada. Des relations étroites la lient à la communion anglicane , ainsi qu'à l'Église catholique.

## Primats
- 1902-1940 : Gregorio Aglipay y Labayan (1860-1940)
- 1940-janvier 1946 : Santiago Fonacier (1885-1977)
- 1946-1er septembre 1946 : Gerardo Bayaca
- 1946-1971 : Isabelo de los Reyes, Jr. (1900-1971)
- 1971-1981 : Macario V. Ga
- 1981-1987 : Abdias de la Cruz
- 1987-1989 : Soliman Ganno
- 1989-1993 : Tito Pasco
- 1993-1999 : Alberto B. Ramento
- 1999-2005 : Tomas A. Millamena
- 2005- 2011 : Godofredo David
- 2011- 2017 : Ephraim Fajutagana
- 2017- 2023 : Rhee Timbang
- 2023-           : Joel Porlares